# فوقس بلفيتي
الفوقس البلفيتي (الاسم العلمي: Pelvetia) هو جنس من الطلائعيات يتبع فصيلة الفوقسية من رتبة الفوقسيات.

## أنواع
هناك نوعان من الفوقس البلفيتي هما:
- الفوقس القنواتي
- الفوقس الكلالي